# Tymoteusz Karpowicz
Tymoteusz Karpowicz (ur. 15 grudnia 1921 w Zielonej k. Wilna, zm. 29 czerwca 2005 w Oak Park k. Chicago) – polski poeta, prozaik, dramaturg, tłumacz; czołowy twórca poezji lingwistycznej, uznawany za ostatniego wielkiego modernistę, którego twórczość zamyka doświadczenie polskiej awangardy poetyckiej XX wieku.

## Życiorys
Urodził się 15 grudnia 1921 r. w podwileńskiej wsi Zielona. W dzieciństwie w wyniku wypadku stracił lewą dłoń. W czasie wojny uczestniczył w polskim ruchu oporu. Studiował filologię polską we Wrocławiu. W latach 1945–1949 mieszkał w Szczecinie, gdzie pracował w Polskim Radiu. Potem przeniósł się do Wrocławia, w którym mieszkał do 1973 roku.
Debiutował w 1948 r. tomem prozy poetyckiej Legendy pomorskie i zbiorem wierszy Żywe wymiary. Po ogłoszeniu w roku 1949 socrealizmu w literaturze zaprzestał publikowania. Aktywność literacką wznowił dopiero w roku 1956 w dobie odwilży. Wtedy to stał się redaktorem tygodnika „Nowe Sygnały”. W roku 1957 tygodnik ten został jednak zamknięty za zbyt niezależną postawę. Karpowicz został później także usunięty z redakcji „Poezji” i „Odry”.
W 1973 otrzymał stypendium naukowe do Ameryki Północnej. Korzystając z tego stypendium, postanowił do kraju nie wracać i pozostał do śmierci na emigracji w Stanach Zjednoczonych. Od roku 1978 profesor na University of Illinois w Chicago (od 1993 r. na emeryturze). Jako naukowiec zajmował się badaniem twórczości Bolesława Leśmiana. Ostatni jego tom wierszy Słoje zadrzewne był nominowany do Nagrody Literackiej Nike 2000. Był członkiem Stowarzyszenia Pisarzy Polskich.
Jego aktywność literacka była przede wszystkim związana z nurtem lingwistycznym w poezji. Typowym przykładem jego charakterystycznej, osadzonej głęboko w języku metaforyki jest wiersz Rozkład jazdy (w tomiku W imię znaczenia, 1962): tytuł nasuwa na myśl poczekalnię dworcową, jednak z treści utworu wynika coś zupełnie innego. Możemy tu mówić o słowach w pułapce językowych automatyzmów oraz o uwalnianiu znaczeń.
W swojej twórczości poetyckiej Karpowicz stosował gradację, anaforę, ironię, polemizował z tradycją, a także bawił się znaczeniami słów (powtórne wiązanie znaczeń).
Dwukrotnie żonaty. Pierwszą żoną była Maria Łokucjewska (rozwód w 1946). W okresie późniejszym poślubił Marię z domu Budniewską (1935–2004). 
Zmarł 26 czerwca 2005 r. w Oak Park. Pochowano go 3 sierpnia 2005 r. wraz z żoną Marią na cmentarzu Osobowickim we Wrocławiu (Aleja Zasłużonych, pole 79/961/1 od pola 98).
W 2010 roku wydane zostały dwie monografie twórczości Karpowicza pt. Synteza mowy Tymoteusza Karpowicza Joanny Roszak oraz Rozwiązywanie tekstów. Poetyckie polimorfie Tymoteusza Karpowicza Bartosza Małczyńskiego, który jest także autorem wyboru i wstępu do tomu Utwory poetyckie Tymoteusza Karpowicza w serii Biblioteki Narodowej. Także w 2010 roku ukazał się zbiór wspomnień i wywiadów o poecie pt. W cztery strony naraz. Portrety Karpowicza, a w 2012 roku zbiór tekstów krytycznych na temat jego twórczości Podziemne wniebowstąpienie. Obie pozycje ukazały się nakładem wrocławskiej oficyny Biuro Literackie.
Archiwum Karpowicza  uporządkował Jan Stolarczyk, wydawca jego spuścizny.
28. Międzynarodowy Festiwal Poezji „Maj nad Wilią” został w 2021 poświęcony m.in. pamięci 100-lecia urodzin Tymoteusza Karpowicza.

## Książki
- Legendy pomorskie, 1948 – proza poetycka
- Żywe wymiary, 1948 – poezje
- Gorzkie źródła, 1957 – poezje
- Kamienna muzyka, 1958 – poezje
- Znaki równania, 1960 – poezje
- W imię znaczenia, 1962 – poezje
- Trudny las, 1964 – poezje
- Opowiadania turystyczne, 1966 – w nich 2 opowiadania konkursowe Karpowicza
- Wiersze wybrane, 1969 – poezje
- Odwrócone światło, 1972 – poezje
- Poezja niemożliwa. Modele Leśmianowskiej wyobraźni, 1975 – teoria poezji
- Rozwiązywanie przestrzeni: poemat polimorficzny (fragmenty), 1989 – poezje
- Słoje zadrzewne, 1999 – poezje
- Małe cienie wielkich czarnoksiężników. Zarejestrowane w paśmie cyfr od 797 do 7777 (pośmiertnie), 2007 – szkice

## Sztuki teatralne
- Zielone rękawice, 1960 (wyst. 1961)
- Człowiek z absolutnym węchem, 1964 (wyst. 1964)
- Dziwny pasażer, 1964 (wyst. 1964)
- Kiedy ktoś zapuka, 1967
- Przyjdź jak najprędzej (Teatr Polskiego Radia: 18 II 1970)
- Charon od świtu do świtu (wyst. 1972)

## Nagrody
- nagroda m. Wrocławia (1957)
- Nagroda ZAIKS-u (1961)
- Nagroda „Bydgoskiej Wiosny Poetyckiej”, ufundowana przez przewodniczącego Prezydium WRN w Bydgoszczy i prezesa Kujawsko-Pomorskiego Towarzystwa Kulturalnego, za zbiorek wierszy W imię znaczenia (1962)[20]
- Nagroda Fundacji Alfreda Jurzykowskiego (1975)
- nagroda The Illinois Art Council (dwukrotnie)
- nagroda miesięcznika „Odra” (2000)
- nagroda Czterech Kolumn (2001)